# Антонов, Андрей Геннадьевич
Андре́й Генна́дьевич Анто́нов (15 марта 1944, Свердловск, РСФСР, СССР — 10 июля 2011, Екатеринбург, Россия) — скульптор, график, живописец, заслуженный художник России (2002), член Союза художников СССР и России (с 1975), лауреат Губернаторской премии (2009) и премии им. Г. С. Мосина (1997).

## Биография
Родился 15 марта 1944 года в Свердловске.
В 1953—1959 годах занимался в изостудии Дворца пионеров и школьников у Я. Я. Шаповалова, одновременно закончил Детскую художественную школу № 1.
В 1964 году окончил Свердловское художественное училище (дипломная композиция «Качканарские высоты»). Отработав год в школе в Кировграде, призван в армию.
В 1968—1973 годах учился в Московском высшем художественно-промышленном училище.
С 1971 года — участник отечественных и зарубежных выставок. В 1973 году окончил Московское высшее художественно-промышленное училище (бывшее Строгановское) и вернулся в Свердловск.
В 1973—1977 годах работал в Свердловском художественном училище.
Работы художника находятся в музеях и частных собраниях в России, Австрии, Германии, Израиле, на Кипре, в США, во Франции, в Чехии.
Автор многочисленных монументальных работ в России и за рубежом. В Североуральске выполнен памятник войнам, павшим в Великой Отечественной войне (1976). В Екатеринбурге выполнен рельеф «Клоуны» в фойе Свердловского цирка совместно с Германом Метелёвым (1979), Рабочий читающий газету (1983), Памятник Чапаеву (Казахстан, колхоз имени Чапаева) (1984), рельеф «История революции и Гражданской войны на Урале» для Свердловского областного краеведческого музея (1987), скульптурная композиция «Муза кино» на здании Дома кино (1984), памятник Д. Н. Мамину-Сибиряку (1985), скульптурная композиция «Лето» (1987), 11 мемориальных досок академикам города (И. П. Бардину, Н. С. Алферову, И. Я. Постовскому) и военным деятелям (Г. К. Жукову), бюст Татищева — установленный в Администрации города Екатеринбурга, а также портреты 12 глав Екатеринбурга для здания Администрации города (1995—1998), рельеф для Свердловского академического театра музкомедии (2002), портреты уральских дирижёров, создателей Свердловской филармонии, — М. Павермана и А. Фридлендера (2005), скульптурная композиция «Горожане» (2008).
Получив в 1997 году премию имени Г. С. Мосина, в дальнейшем спроектировал наградную медаль для новых лауреатов.
В 2011 году при жизни художника был учреждён фонд им. Андрея Антонова. С 2013 года в Екатеринбурге работает художественная галерея «Антонов».
Скончался в Екатеринбурге после продолжительной болезни 10 июля 2011 года. Похоронен на Ивановском кладбище.

### Семья
Был женат, дочь Екатерина (род. 1973), дочь Анна (род. 1979).

### Галерея

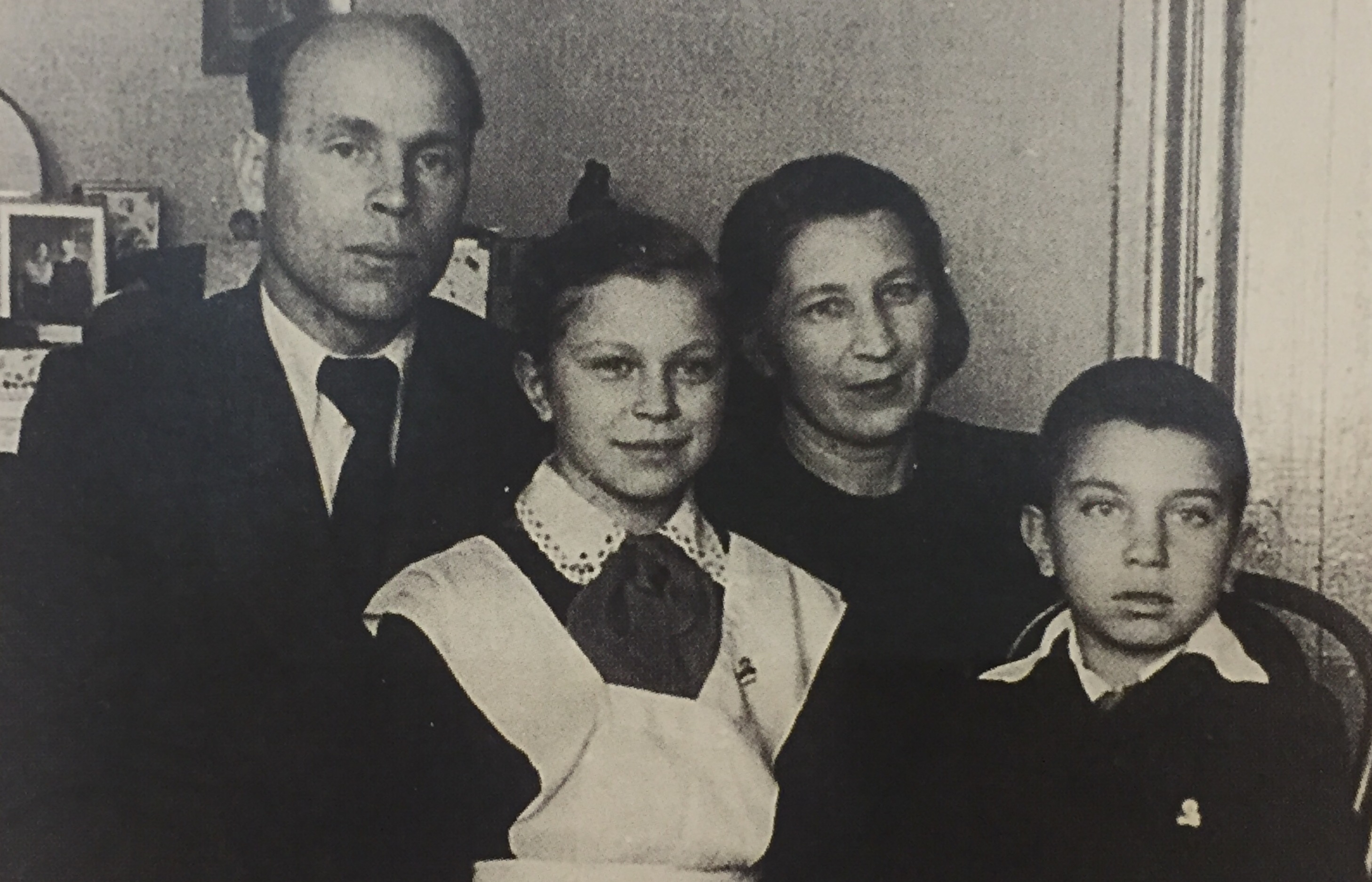
Семья Антоновых: отец Геннадий Петрович, сестра Татьяна, мама Вера Вениаминовна, Андрей. 1952
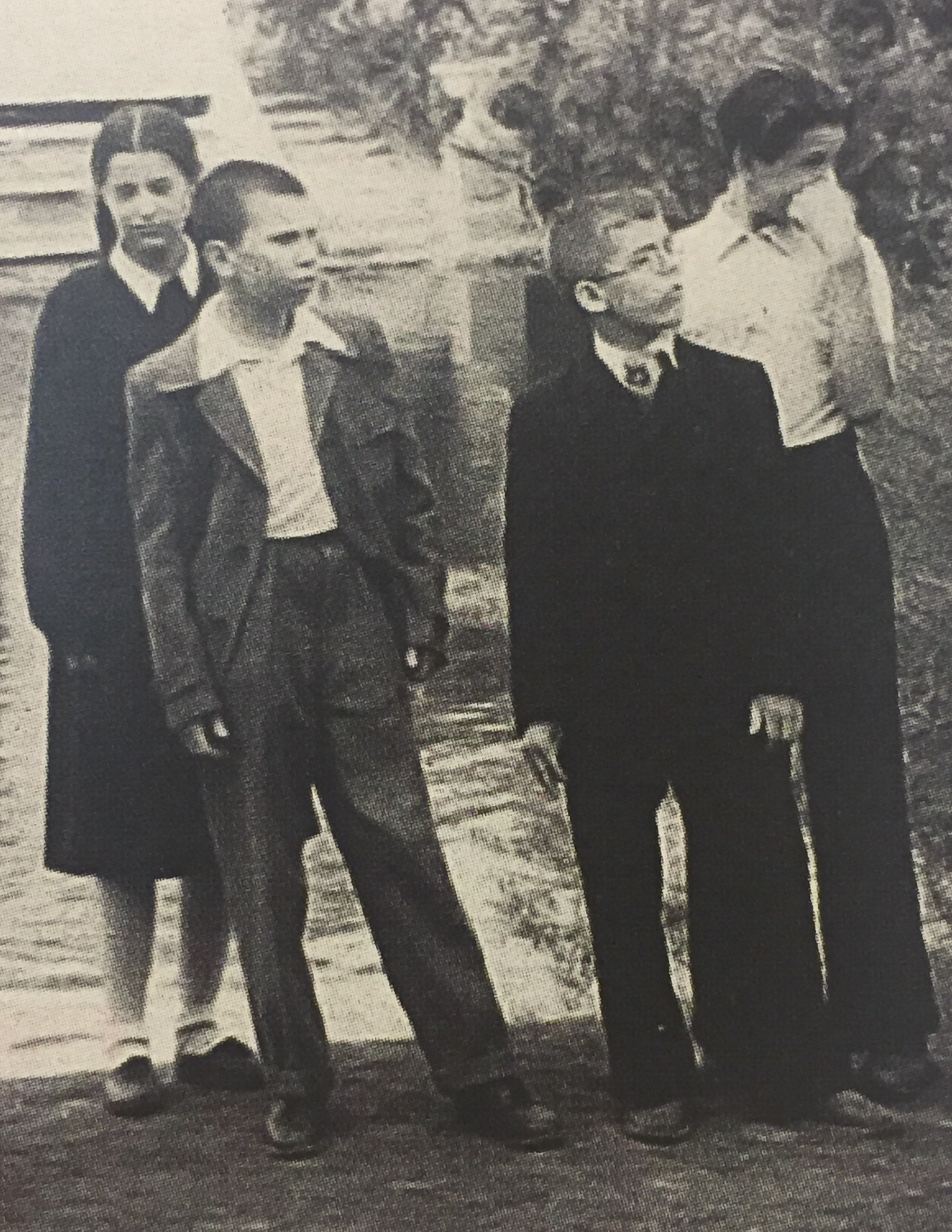
Группа учащихся изостудии Дворца пионеров и школьников (А. Г. Антонов — второй слева). 1956